# Cantón de Milly-la-Forêt
El cantón de Milly-la-Forêt era una división administrativa francesa, que estaba situada en el departamento de Essonne y la región de Isla de Francia.

## Composición
El cantón estaba formado por doce comunas:
- Boigneville
- Buno-Bonnevaux
- Courances
- Courdimanche-sur-Essonne
- Dannemois
- Gironville-sur-Essonne
- Maisse
- Milly-la-Forêt
- Moigny-sur-École
- Oncy-sur-École
- Prunay-sur-Essonne
- Soisy-sur-École

## Supresión del cantón de Milly-la-Forêt
En aplicación del Decreto n.º 2014-230 de 24 de febrero de 2014, el cantón de Milly-la-Forêt fue suprimido el 22 de marzo de 2015 y sus 12 comunas pasaron a formar parte del nuevo cantón de Mennecy.